# 城巴33X線
城巴33X線是城巴營運的一條香港島繁忙時間巴士路線，在星期一至五繁忙時間，由數碼港單向開往西灣河（太康街）；及下午由西灣河（嘉亨灣）單向前往數碼港，途經華富邨、置富花園、瑪麗醫院、香港大學、北角、鰂魚涌及太古城，繼新巴309線於2008年6月22日永久停辦後，再次有橫跨港島島內所有行政區（南區、中西區、灣仔區及東區）的專營巴士路線，不過於灣仔區經過而不設任何分站。

## 歷史
- 2019年4月15日：33X線開辦[1][2]。
- 2021年5月24日：新增星期一至五08:00及18:15班次。[3]
- 2023年7月1日：因應城巴新巴專營權合併，本線改由城巴經營。
- 2023年9月25日：增設下午由西灣河（嘉亨灣）開往數碼港回程班次。[4]
- 2025年8月24日：提升至每日日間服務，並延長路線至筲箕灣：[5]
  - 星期一至六由數碼港開出服務時間為07:45至19:40，由筲箕灣開出服務時間為07:40至19:40；
  - 星期日及公眾假期由數碼港開出服務時間為09:15至19:15，由筲箕灣開出服務時間為09:00至19:30；
  - 新增與城巴A10線之轉乘優惠。

## 服務時間及班次
- 星期一至五：
  - 數碼港開：07:45、08:00、18:15
  - 西灣河（嘉亨灣）開：17:55、18:15

星期六、日及公眾假期不設服務

## 收費
全程：$13.5
- 瑪麗醫院往西灣河：$12.1
- 渣華道市政大廈往西灣河：$5.2
- 高樂花園往數碼港：$8.1
- 瑪麗醫院往數碼港：$6.4
- 華富邨華樂樓往西灣河：$5.8

| - 本線設有12歲以下小童及65歲或以上長者半價優惠。 - 65歲或以上香港居民使用「樂悠咭」，以及12歲以下合資格殘疾兒童使用「殘疾人士身份」個人八達通繳付車資，均可享有每程$2.0或半價（以較低者為準）的票價優惠；12至64歲合資格殘疾人士使用「殘疾人士身份」個人八達通（包括「樂悠咭」），以及60至64歲香港居民使用「樂悠咭」繳付車資，均可享有每程$2.0或全費（以較低者為準）的票價優惠。 - 65歲或以上長者如使用長者或一般個人八達通繳付車資，則只可享有半價優惠；12至64歲合資格殘疾人士如不使用「殘疾人士身份」個人八達通，以及60至64歲人士如不使用「樂悠咭」繳付車資，必須繳付全費。 - 乘客可以現金或八達通於上車時付款，不設找續。 - 每位成人乘客可免費攜帶最多兩名4歲以下而不佔座位的兒童乘客乘車，超額之4歲以下小童必須繳付小童車費乘車。 - 九龍巴士、城巴及龍運巴士全職員工及家屬（不包括外判職員）可免費乘搭本路線，惟必須拍職員或職員家屬八達通。 - 乘客亦可使用AlipayHK「易乘碼」、支付寶、WeChatHK／微信支付「搭車碼」、銀聯雲閃付「乘車碼」及BOC Pay「乘車碼」、具有感應式支付功能的VISA、Mastercard及銀聯卡，以及Apple Pay、Google Pay及Samsung Pay流動支付平台繳付車資。使用此支付方式的乘客可享有中途下車之分段收費，以及與其他城巴獨營路線或聯營線城巴班次之轉乘優惠，惟不適用於與非城巴路線之轉乘優惠。乘客亦不能享有「公共交通費用補貼計劃」及「長者及合資格殘疾人士公共交通票價優惠計劃」。 |

## 行車路線
數碼港開經：資訊道、數碼港道、域多利道、華翠街、華景街、華富道、薄扶林道、置富道、薄扶林道、山道天橋、干諾道西天橋、林士街天橋、中環灣仔繞道、東區走廊、糖水道、渣華道、民康街、英皇道、筲箕灣道及太康街。
西灣河（嘉亨灣）開經：太安街、筲箕灣道、英皇道、康山道、英皇道、糖水道、東區走廊、中環灣仔繞道、林士街天橋、干諾道西、西邊街、薄扶林道、置富道、薄扶林道、華富道、華景街、華翠街、域多利道、數碼港道及資訊道。

### 沿線車站
| 數碼港開 | 數碼港開           | 數碼港開             | 西灣河（嘉亨灣）開 | 西灣河（嘉亨灣）開 | 西灣河（嘉亨灣）開             |
| 序號     | 車站名稱           | 位置                 | 序號               | 車站名稱           | 位置                           |
| -------- | ------------------ | -------------------- | ------------------ | ------------------ | ------------------------------ |
| 1        | 數碼港             | 數碼港公共運輸交匯處 | 1                  | 西灣河（嘉亨灣）   | 西灣河（嘉亨灣）公共運輸交匯處 |
| 2        | 數碼港三座         | 數碼港道             | 2                  | 太祥街             | 筲箕灣道                       |
| 3        | 貝沙灣             | 數碼港道             | 3                  | 康怡廣場           | 康山道                         |
| 4        | 貝沙灣南灣         | 數碼港道             | 4                  | 鰂魚涌街           | 英皇道                         |
| 5        | 域多利道分區電力站 | 域多利道             | 5                  | 太古坊             | 英皇道                         |
| 6        | 華翠街             | 華翠街               | 6                  | 民新街             | 英皇道                         |
| 7        | 華富邨華生樓       | 華富道               | 7                  | 模範邨             | 英皇道                         |
| 8        | 華富邨華泰樓       | 華富道               | 8                  | 健康村             | 英皇道                         |
| 9        | 華富邨華安樓       | 華富道               | 9                  | 健威花園           | 英皇道                         |
| 10       | 余振強紀念第二中學 | 薄扶林道             | 10                 | 琴行街             | 英皇道                         |
| 11       | 置富徑             | 置富道               | 11                 | 高樂花園           | 干諾道西                       |
| 12       | 置富花園1-7座      | 置富道               | 12                 | 李陞小學           | 薄扶林道                       |
| 13       | 置富南區廣場       | 置富道               | 13                 | 香港大學西閘       | 薄扶林道                       |
| 14       | 置富花園網球場     | 置富道               | 14                 | 何東夫人堂         | 薄扶林道                       |
| 15       | 薄扶林村           | 薄扶林道             | 15                 | 蒲飛路             | 薄扶林道                       |
| 16       | 瑪麗醫院           | 薄扶林道             | 16                 | 瑪麗醫院           | 薄扶林道                       |
| 17       | 蒲飛路             | 薄扶林道             | 17                 | 心光學校           | 薄扶林道                       |
| 18       | 何東夫人堂         | 薄扶林道             | 18                 | 薄扶林水塘道       | 薄扶林道                       |
| 19       | 香港大學百週年校園 | 薄扶林道             | 19                 | 薄扶林村           | 薄扶林道                       |
| 20       | 渣華道市政大廈     | 渣華道               | 20                 | 富明苑             | 置富道                         |
| 21       | 電照街             | 渣華道               | 21                 | 富仁苑             | 置富道                         |
| 22       | 健康村             | 英皇道               | 22                 | 雅緻洋房           | 置富道                         |
| 23       | 模範邨             | 英皇道               | 23                 | 華富邨華樂樓       | 華富道                         |
| 24       | 北角官立小學       | 英皇道               | 24                 | 華富商場           | 華富道                         |
| 25       | 新威園             | 英皇道               | 25                 | 華富邨華清樓       | 華富道                         |
| 26       | 惠安苑             | 英皇道               | 26                 | 培英中學           | 華富道                         |
| 27       | 太古城中心         | 英皇道               | 27                 | 華翠街             | 華翠街                         |
| 28       | 太康樓             | 太康街               | 28                 | 域多利道分區電力站 | 域多利道                       |
|          |                    |                      | 29                 | 貝沙灣南灣         | 數碼港道                       |
| 30       | 貝沙灣             |                      |                    |                    | 數碼港道                       |
| 31       | 數碼港             | 數碼港公共運輸交匯處 |                    |                    |                                |

## 外部連結
- 城巴/新巴網站－33X線資料[]
- 681巴士總站 （页面存档备份，存于）